# Gaby Monteiro
Gabriel Augusto Monteiro (3 de maio de 1949 - 15 de junho de 2000), mais conhecido por Gaby Monteiro, foi um cantor e compositor angolano e uma figura emblemática que marcou a história do agrupamento musical Jovens do Prenda.
De entre muitos dos seus sucessos, ficaram para a história as músicas, "Lamento dos Mutilados" (1976, gravado com a banda Aliança FAPLA-Povo), "Angélica" (1982, co-autoria com Zecax), "Maka Mé" (1987) e "Ndandu" (1989, co-autoria com Zé Keno e Massy).

## Biografia
Gaby Monteiro nasceu a 3 de maio de 1949, em Luanda. Envolvido pela cultura dos musseques, tornou-se um cantor e compositor de múltiplos recursos. Foi também um exímio dançarino tendo começado a sua carreira em 1965 no grupo "Cinco do Pau".
No inicio dos anos 70, era vocalista do grupo os "Uangas" que posteriormente foi absorvida pelo grupo Aliança FAPLA-Povo. Depois de sair dos Aliança FAPLA-Povo, entrou para Os Kiezos.
Em 1976 no Sambizanga, durante uma troca de tiros com a Frente Nacional de Libertação de Angola (FNLA), perde a perna direita o que lhe serve de inspiração para compor a música "Lamento dos Mutilados".
Em 1989 Gaby Monteiro junta-se aos Jovens do Prenda, para gravar um dos maiores sucesso do grupo, a música "Ndandu", com a co-autoria de José Keno e Massy, a partir daí, a sua dinâmica envolvente transformaram os "Jovens do Prenda" num dos agrupamentos musicais mais paradigmáticos da história da Música Popular Angolana, tornando-se Gaby Monteiro uma figura emblemática do grupo.
Gaby Monteiro morreu no Hospital Militar de Luanda na madrugada do dia 15 de junho de 2000, com malária e hepatite aguda.